# تاريخ صناعة الصلب (1850-1970)
بدأ تاريخ صناعة الصلب الحديثة في أواخر خمسينيات القرن التاسع عشر، وقد أصبح ركنًا أساسيًّا في اقتصاد الصناعة العالمي. تُعالج هذه المقالة المجالات العملية والاقتصادية والاجتماعية للصناعة، لأن معظم إنتاج الصلب بدأ نتيجة لتطوير هنري بسمر لمحوّل بسمر، عام 1857. قبل ذلك، كان إنتاج الصلب غاليًا جدًّا، ولم يكن مستعملًا إلا في أدوات صغيرة غالية، كالسكاكين والسيوف والدروع.

## التكنولوجيا
تتألف سبيكة الصلب من نسبة مئوية تتراوح بين 0.2 و2 من الكربون، وبقيّتها من الحديد. منذ ما قبل التاريخ إلى يوم تأسيس الفرن اللافح، كان الحديد ينتَج من الحديد الخام ليصبح حديدًا مطاوعًا، وكانت نسبته 99.82–100 من الحديد Fe، وكانت عملية صناعة الصلب تشمل إضافة الكربون إلى الحديد، بطريقة غير حتمية، أو بالتسخين والضرب، أو بعملية الكربنة. عكس اختراع الفرن اللافح المشكلة. ينتج الفرن اللافح حديد الصب، وهي سبيكة فيها نحو 90% من الحديد و10% من الكربون. عندما بدأت عملية صناعة الصلب بحديد الصب، بدلًا من الحديد المطاوع، صار التحدي هو تقليل نسبة الكربون إلى 0.2 بين 2 بالمئة ليصبح صلبًا.
قبل عام 1860 تقريبًا، كان الصلب منتَجًا غاليًا، يصنَع بكميات قليلة ويستعمل معظمه في السيوف والأدوات وأدوات المطبخ، أما البنى المعدنية الكبيرة فكانت تصنع من الحديد المطاوع وحديد الزهر. تركّزت صناعة الصلب في شيفلد ومدلسبرو، في بريطانيا، وكان هذا المركز يزوّد الأسواق الأوروبية والأمريكية. كان إدخال الصلب الرخيص بفضل بسمر وعمليات الإيقاد المفتوح، وهما تقدّمان تقنيّان جاءا من إنكلترا. في عملية بسمر، يتحول الحديد الصب المذوَّب إلى صلب من خلال نفث الهواء عليه بعد أن يُخرَج من الفرن. كان نفث الرياح يحرق الكربون والسيليكون ويخرجهما من الحديد الصب، ويخرج منه حرارة ويسبّب ارتفاع حرارة المعدن المصهور. أظهر هنري بسمر العملية عام 1856 وأجراها ونجحت عام 1864. في عام 1870 أصبح صلب بسمر مستعملًا استعمالًا واسعًا في ألواح السفن. بحلول خمسينيات القرن التاسع عشر، كانت سرعة سكة الحديد والثقل الذي تحتمله وكمية القطارات فيها محدودة بقوة الحديد المطاوع الذي تصنَع منه السكك الحديدية. كان الحل هو الانتقال إلى سكك الصلب، التي جعلتها عملية بسمر منافسة من حيث التكلفة. أظهرت التجربة سريعًا أن الصلب له قوة أكبر بكثير، ومدّة صلاح أطول، وأنه يستطيع تحمّل عربات ومحركات أثقل وأسرع.
بعد عام 1890، حلّت صناعة الصلب بالإيقاد المفتوح تدريجيًّا محل عملية بسمر، وفي منتصف القرن العشرين لم تعد عملية بسمر مستعملة. تعود عملية الموقد المفتوح إلى ستينيات القرن التاسع عشر في ألمانيا وفرنسا. استعملت عملية الموقد المفتوح المعتادة الحديد الزهر والخام والخردة، وأصبحت معروفة باسم عملية سيمنز مارتن. سمحت هذه العملية بتحكم أكبر بتشكيل الصلب، ويمكن استعمال مقدار كبير من الخردة في هذه الصناعة. بقيت عملية البوتقة مهمة لصناعة سبائك الصلب عالية الجودة في القرن العشرين. بحلول عام 1900، تُبنّي فرن القوس الكهربائي في صناعة الصلب وفي عشرينيات القرن العشرين، سمح هبوط سعر الكهرباء لهذه التقنية أن تحل محل عملية البوتقة للصلب التخصصي.

## بريطانيا

### القرن التاسع عشر
قادت بريطانيا الثورة الصناعية العالمية بعنايتها المبكرة بتعدين الفحم وقوة البخار ومصانع النسيج والآلات والسكك الحديدية وصناعة السفن. كان طلب بريطانيا للحديد والصلب، إضافة إلى وفرة رؤوس الأموال ورائدي الأعمال المتحمسين، السبب الذي جعلها قائد العالم في النصف الأول من القرن التاسع عشر. كان للصلب دور حيوي في الثورة الصناعية.
في عام 1875، بلغ نصيب بريطانيا من صناعة الحديد الزهر في العالم 47%، ثلثها من منطقة مدلسبرو و40% منها تقريبًا صلب. 40% من صادرات بريطانيا كانت تذهب إلى الولايات المتحدة، لذا بنت الولايات سككها الحديدية وبناها الصناعية سريعًا. بعد عقدين، في نحو عام 1896، انخفض نصيب بريطانيا من الإنتاج العالمي إلى 29% للحديد الزهر و22.5% للصلب، وكان يرسَل قليل منه إلى الولايات المتحدة، إذ أصبحت الولايات وقتها هي قائد العالم، وكانت ألمانيا تحاول أن تواكب بريطانيا. خسرت بريطانيا سوقها الأمريكي، وكانت تخسر دورها في كل مكان آخر، وكانت المنتجات الأمريكية تضارب على الصلب البريطاني في بريطانيا.
كان نمو صادرات الحديد الزهر كبيرًا وحادًّا. ارتفعت صادرات بريطانيا من 1.3 مليون طن في 1840، إلى 6.7 مليون طن في 1870، و10.4 مليون طن في 1913. أما الولايات المتحدة فبدأت من قاعدة أدنى، ولكنها نمت أسرع، من 0.3 مليون طن في 1840 إلى 1.7 في 1870 ثم إلى 31.5 في 1913. وارتفعت صادرات ألمانيا من 0.2 مليون طن في 1859 إلى 1.6 في 1871 ثم إلى 19.3 في 1913. أما فرنسا وبلجيكا والإمبراطورية النمساوية المجرية وروسيا، مجتمعة، فنمت من 2.2 مليون طن في 1870 إلى 14.1 مليون طن في 1913، عشيّة الحرب العالمية. في الحرب، سبب طلب القذائف المدفعية والذخائر الأخرى انفجارًا في الصادرات وتحوّلًا للصلب إلى الاستخدامات العسكرية.

### القرن العشرون
يستكشف آبي (1996) تاريخ شركات الحديد والصلب في بريطانيا أيام الملكة فكتوريا بتحليل شركة بولكو وفوغان وشركائهما. ارتبطت هذه الشركة زمنًا طويلًا بالتكنولوجيا المتقادمة وكانت من آخر من تبنى طريقة فرن الموقد المفتوح. استنتج آبي أن الشركة، وصناعة الصلب في بريطانيا، عانتا من إخفاق في ريادة الأعمال والتخطيط.
يستكشف بلير (1997) تاريخ صناعة الصلب في بريطانيا منذ الحرب العالمية الثانية ليقدّر أثر تدخل الحكومة في اقتصاد السوق. فُقدت ريادة الأعمال في أربعينيات القرن العشرين، ولم تستطع الحكومة إقناع أهل الصناعة بتحديث منشآتهم. على مدى أجيال، عانت الصناعة من نمط نمو متقطع لم يكن فعّالًا في وجه التنافس العالمي. في عام 1946، بدأ تطبيق أول خطة تطوير صلب بهدف زيادة الإنتاج، واقتضى قانون الحديد والصلب عام 1949 تأميم الصناعة في شركة الحديد والصلب البريطانية. ولكن هذه الإصلاحات ألغتها الحكومات المحافظة في خمسينيات القرن العشرين. في عام 1967، استعاد حزب العمل السلطة، وأُمّمت الصناعة مرة أخرى. ولكن، بعد عشرين عامًا من التلاعب السياسي، أصبحت شركات كشركة الصلب البريطانيا أمام مشكلات جادة: رضا بالمعدات الموجودة، وقلة الإنتاج في المنشآت (قلة الفعالية)، وسوء جودة المنتجات، وتقادم التقنيات، وتحكم الحكومة في السوق، وازدياد أسعار الفحم والنفط، وفقدان التمويل اللازم لزيادة رؤوس الأموال، وازدياد التنافس في السوق العالمية. بحلول السبعينيات كان هدف حزب العمل الأساسي إبقاء معدلات التوظيف عالية في الصناعة المتهاوية. ولأن شركة الصلب البريطانية كانت موظِّفًا أساسيًّا في المناطق الكاسدة، أبقت معامل كثيرة ومرافق كانت تعمل بخسارة. في ثمانينيات القرن العشرين، خصخصت رئيسة الوزراء المحافظة مارغرت تاتشر صناعة الصلب من جديد.

## فرنسا
لم تدرك صناعة الحديد الفرنسية نظيرتها البريطانية أو البلجيكية في بداية القرن التاسع عشر. بعد عام 1850، كانت متأخرة أيضًا عن ألمانيا ولكسمبرغ. كانت صناعتها متألفة من شركات صغيرة قليلة الفعالية. لم يكن التطور في القرن العشرين صلبًا، بسبب المواقف الاجتماعية والاقتصادية التقليدية أكثر من الجغرافيا أو السكان أو الموارد. على رغم ارتفاع مستوى الدخل الوطني، بقيت صناعة الصلب في فرنسا متخلفة. كانت الصناعة قائمة على كمبيات كبيرة من الفحم والحديد الخام، وكانت مبعثرة في أرجاء البلد. كان أكبر تصدير في عام 1929، وبلغ 10.4 طن متري. عانت الصناعة من الكساد الكبير والحرب العالمية الثانية معاناة حادّة. عاد الازدهار في أواسط خمسينيات القرن العشرين، ولكن الأرباح كانت معظمها من الطلب المحلي لا من القدرة على المنافسة. أخّر التحديث المتأخر تطوير اتحادات قوية وإحداث المفاوضة المشتركة.